# Syrphoctonus insignis
Syrphoctonus insignis là một loài tò vò trong họ Ichneumonidae.